# Epitemna retracta
Epitemna retracta är en insektsart som först beskrevs av Walker 1851.  Epitemna retracta ingår i släktet Epitemna och familjen Ricaniidae. Inga underarter finns listade i Catalogue of Life.